# Gare de Fåberg
La gare de Fåberg est une gare ferroviaire fermée de la ligne de Dovre. Elle est située au village de Fåberg dans la kommune de Lillehammer du comté d'Innland en Norvège. 

## Situation ferroviaire
La gare de Fåberg est située sur la Ligne de Dovre, à 191,68 km d'Oslo S et 3 km au nord du camp militaire Jørstadmoen.

## Histoire
La gare est mise en service en 1894, après l'achèvement du tronçon entre Hamar et Sel. Le bâtiment voyageur actuel a été construit en 1912 et conçu par l'architecte Harald Kaas. 

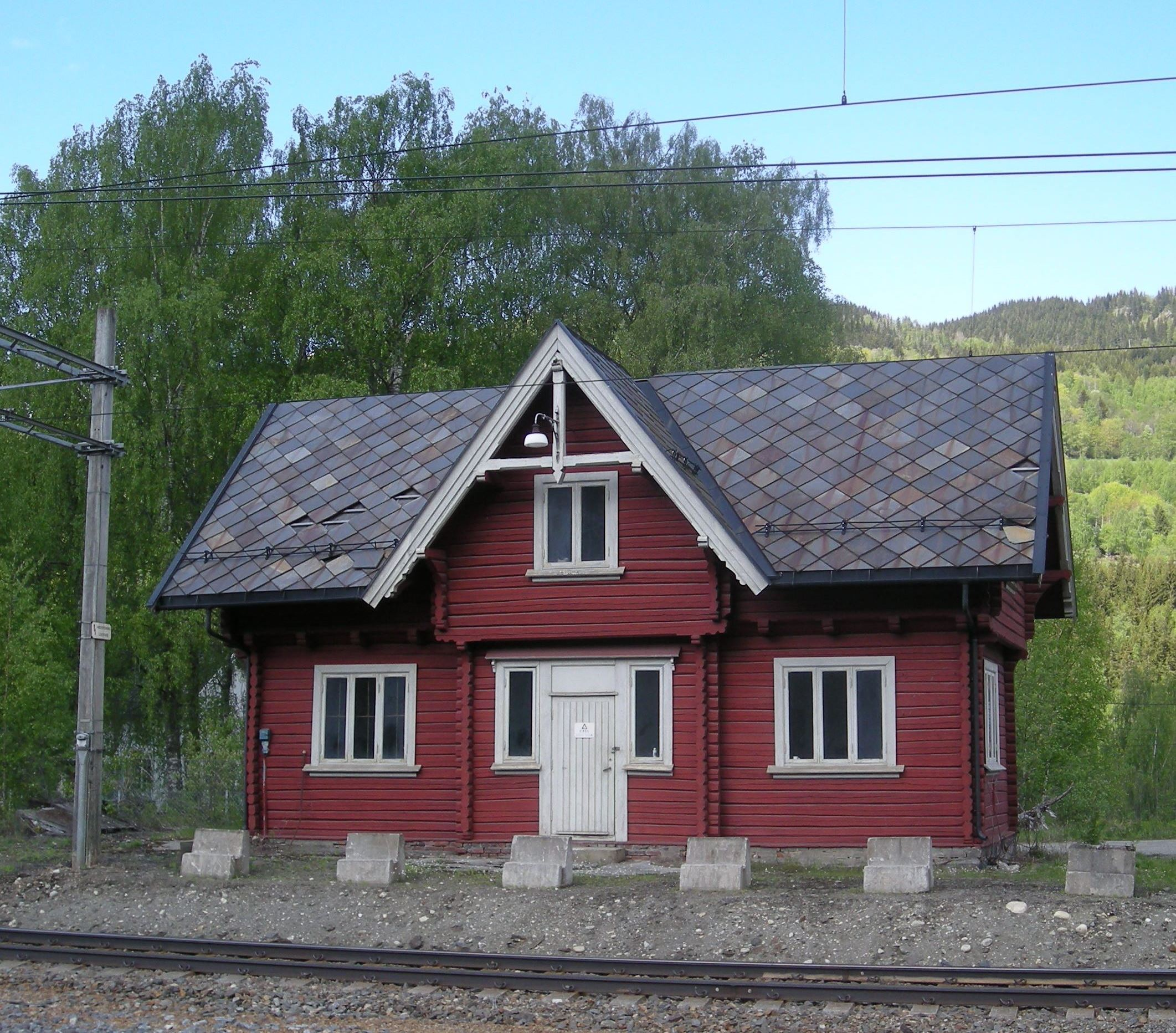
Remise conçue par Paul Due

Le transport de voyageurs a été abandonné en 1965, et la gare est gérée à distance depuis 1966. En raison de l'importance du trafic de marchandises, Fåberg conserve un chef de gare jusqu'en 1975. Depuis Fåberg sert seulement de voie d'évitement. 
L'auteur Bjørnstjerne Bjørnson utilisait régulièrement la gare de Fåberg pour se rendre à sa ferme Aulestad qui se trouve à 10 kilomètres au nord-ouest de la gare.

## Service des voyageurs
Fermée.

## Service des marchandises
Fermée.